# 鲁日古特
鲁日古特（法語：Rougegoutte，法語發音：[ʁuʒɡut]）是法国勃艮第-弗朗什-孔泰大区贝尔福地区省的一个市镇，属于贝尔福区。

## 地理
鲁日古特（47°43'56"N, 6°51'4"E）面积8.07 平方千米，位于法国勃艮第-弗朗什-孔泰大區贝尔福地区省，该省份为法国东北部内陆省份，东临上莱茵省，北起孚日省，西接上索恩省，南与杜省和瑞士接壤。
与鲁日古特接壤的市镇（或旧市镇、城区）包括：格罗马尼、绍村、日罗马尼、韦斯蒙。

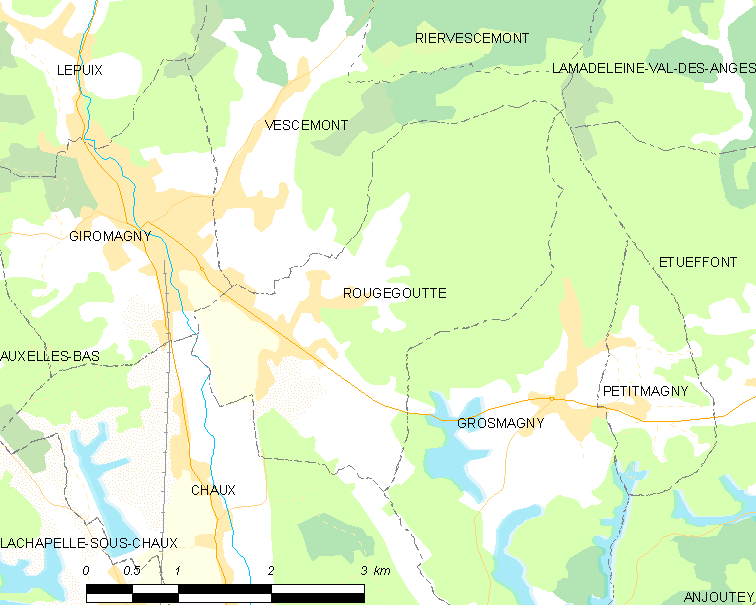
鲁日古特的OSM定位图

鲁日古特的时区为UTC+01:00、UTC+02:00（夏令时）。

## 行政
鲁日古特的邮政编码为90200，INSEE市镇编码为90088。

## 政治
鲁日古特所属的省级选区为日罗马尼县。

## 人口

1962-2008年间鲁日古特人口变化图示

鲁日古特于2022年1月1日时的人口数量为988人。